# Beaumont-sur-Dême
Beaumont-sur-Dême är en kommun i departementet Sarthe i regionen Pays de la Loire i nordvästra Frankrike. Kommunen ligger i kantonen La Chartre-sur-le-Loir som tillhör arrondissementet La Flèche. År 2022 hade Beaumont-sur-Dême 329 invånare.

## Befolkningsutveckling
Antalet invånare i kommunen Beaumont-sur-Dême
| Referens: INSEE |